# لجنة الكونغرس الأمريكي المشتركة للطاقة الذرية
اللجنة المشتركة للطاقة الذرية (بالإنجليزية: United States Congressional Joint Committee on Atomic Energy) كانت لجنة كونغرس في الولايات المتحدة أُعْطِيَت سلطة قضائية حصرية على "جميع مشاريع القوانين، والقرارات، والمواد الأخرى" المتعلقة بالشؤون المدنية والعسكرية للطاقة النووية بين عامَيْ 1946م و1977م. وتأسست بموجب قانون الطاقة الذرية لعام 1946م، وكانت هي المُشْرِفَة على هيئة الطاقة الذرية الأمريكية. وكانت قد سَبَقَتْهَا لجنة مجلس الشيوخ الخاصة المَعْنِيَّة بالطاقة الذرية برئاسة براين مكمان. ولامتلاكها سلطات واسعة، وُصِفَتْ اللجنة المشتركة للطاقة الذرية بأنها إحدى أكثر لجان الكونغرس قوة في التاريخ الأمريكي. وكانت اللجنة المشتركة الدائمة الوحيدة في العصر الحديث التي امتلكت سلطة تشريعية.